# Dmitri Andrejewitsch Wassilenko
Dmitri Andrejewitsch Wassilenko (russisch Дмитрий Андреевич Василенко; * 12. November 1975 in Tscherkessk, Karatschai-Tscherkessien, Russische SFSR, Sowjetunion; † 4. November 2019) war ein russischer Gerätturner.

## Karriere
Bei den Olympischen Spielen in Atlanta 1996 gewann Wassilenko gemeinsam mit Alexei Nemow, Sergei Charkow, Nikolai Krjukow, Jewgeni Podgorny, Dmitri Trusch und Alexei Woropajew im Mehrkampffinale die Goldmedaille.
Bei den Weltmeisterschaften 1994 in Dortmund gewann Wassilenko Silber mit der russischen Mannschaft. Drei Jahre später gewann er Bronze bei den Weltmeisterschaften 1997 in Lausanne mit der russischen Mannschaft.
Bei den Europameisterschaften 1996 in Kopenhagen gewann er Gold mit der russischen Mannschaft.

## Auszeichnungen
- 1995:  Verdienter Meister des Sports Russlands[6][7]
- 1997:  Medaille des Ordens für die Verdienste für das Vaterland II. Klasse[6][8][7]